# فرج‌الله آق‌اولی
سپهبد فرج‌الله آق‌اولی (۱۲۶۷ اصفهان - ۱۳۵۳ تهران) از فرماندهان ارتش شاهنشاهی ایران بود.
پدرش امان‌‏الله خان نصیر خاقان، پرشك مخصوص بانوی عظمی خواهر ظل‌السلطان و خواهر ناتنی ناصرالدین شاه بود. پدر بزرگش اسدالله خان آق‌اولی و برادر کلنل فضل‌الله خان بود. در مدرسه‏ ادب درس خواند كه میرزا یحیی دولت‌‏آبادی تأسیس کرده بود. در کنار مدرسه زبان انگلیسی را نیز به‌خوبی آموخت و سپس به معلمی مشغول شد. در زمانى كه صنیع‌‏الدوله وزیر مالیه بود، در آن وزارتخانه استخدام و مأمور تغییر حسابهاى دولتى از سیاق به عدد شد.
فرج‌الله آق‌اولی سپس دوره مدرسه‏ ژاندارمرى را گذراند و افسر شد. هنگامی که مورگان شوستر آمریكایى مستشار مالیه ایران شد، او را با درجه نایب (ستوان) اولی و برادرش فضل‌الله را با درجه سلطانی (سروانی) به استخدام ژاندارمرى خزانه درآورد. اما با اولتیماتوم روسیه در سال ۱۲۹۰، دولت ایران ناچار به اخراج شوستر شد و در پی آن، ژاندارمری خزانه نیز انحلال یافت.
فرج‌الله آق‌اولی به درجه سلطانى (سروانی) در ژاندارمی و فرماندهى گردان قزوین رسید. سپس به فرماندهى گردان مستقل تهران و ریاست اجرائیات ژاندارمرى رسید. فرماندهى گردان اراك، فرماندهى ژاندارمرى مازنداران و گرگان از مشاغل بعدى او بود. در مازندران موفق به خلع سلاح خوانین محلى و قلع و قمع سارقین و اشرار سوادكوه و فیروزكوه شد.
با ادغام ژاندارمری در قزاق‌خانه و تشکیل قشون یکپارچه در سال ۱۳۰۰، آق‌اولی با درجه‏ سرهنگى به ریاست ستاد لشكر غرب منصوب شد. در سال ۱۳۰۴ حاکم نظامی گیلان و پس از تصویب قانون نظام وظیفه اجبارى در سال ۱۳۰۵ مأمور تأسیس اداره نظام وظیفه و ریاست آن شد. در سال ۱۳۰۷ با درجه‏ سرتیپى حكمران كل خوزستان شد. در مدت سه سال حكمرانى در خوزستان، ضمن برقراری امنیت، موفق به اقدامات عمرانى و آبادانى نیز شد.
پس از پایان مأموریت خوزستان در سال ۱۳۱۰ به ریاست اداره‏ كل آمار و ثبت احوال منصوب شد و سال‏ها این سمت را به عهده داشت تا اینکه در آذر ۱۳۲۰ به فرماندهى امنیه (ژاندارمری) كل کشور منصوب شد و نام امنیه را به ژاندارمرى تغییر داد. یونیفرم ژاندارم‌ها را نیز تغییر داد. در سال ۱۳۲۲ به درجه سرلشکری رسید اما همراه با عده‏ زیادى از رجال و افسران و مهندسان راه‌‏آهن به اتهام هواداری از آلمان به دست نیروهای متفقین دستگیر شد و یک سال و چند ماه در تهران و اراک در اسارت به سر برد.
سرلشكر آق‌‏اولى پس از آزادى به ریاست اداره دادرسى ارتش منصوب شد. در بهمن ۱۳۲۴ به جاى سرلشكر ارفع به ریاست ستاد ارتش رسید اما در اوایل سال ۱۳۲۵ استعفا داد و به ریاست دادرسى ارتش بازگشت. در خرداد ۱۳۲۶ در كابینه‏ قوام‌‏السلطنه به وزارت كشور تعیین شد اما پس از سه ماه به سبب مخالفت با ادامه‏ حكومت نظامى در تهران و به عنوان اعتراض از كابینه خارج شد. 
در كابینه‏ ابراهیم حکیمی كه در دی ۱۳۲۶ تشكیل شد، سرلشکر آق‌اولی بار دیگر به وزارت كشور رسید اما پس از قتل محمد مسعود روزنامه‌نگار جنجالی که به استیضاح دولت انجامید، در اسفند ماه برکنار شد. در سال ۱۳۳۰ به درجۀ سپهبدی نایل آمد. از شهریور ۱۳۲۵ رئیس بانك سپه شد که این شغل او تا سال ۱۳۵۲ ادامه یافت. 
سپهبد آق‌‏اولى فردی صوفی‌مسلک بود و در جوانى به انجمن اخوت پیوست. در احیای آثار باستانى نیز پیشقدم و عضو برجسته و از سال ۱۳۳۴ تا هنگام مرگ رئیس انجمن آثار ملى بود. در بناى آرامگاه فردوسى سهم بسزایى داشت. با پشتیبانى و نفوذ او، نزدیک به ۷۵ جلد كتاب‏ ارزشمند در زمینه‌‏هاى فرهنگ و میراث ملى ایران انتشار یافت. تأسیس موزه سکه از خدماتی است که در زمان ریاست وی بر این بانک اجرا شد. 

## تألیفات
- پرورش فكر
- جغرافیاى تركیه